# Sushi för nybörjare
Sushi för nybörjare (engelska: Sushi for Beginners) är en roman från år 2000 av Marian Keyes. Den kom 2002 i svensk översättning.
Boken handlar om Lisa Edwards som blir förflyttad från en glamourös tidning i London till en nystartad tidning i lilla Dublin. Hon blir hemskt besviken. Den handlar också om Ashling Kennedy som blir Lisas assistent. Ashling är Lisas totala motsats. Hon är en liten "fröken fiffig" som har allt i sin handväska (från plåster till stresstillande mirakeldroppar).
Boken handlar också om Ashlings bästa vän Clodagh och hennes problem med sina galna barn och ständigt frånvarande man.